# Rudolf Stark (Eishockeyspieler)
Rudolf Stark (* 1. Juli 1952 in Garmisch-Partenkirchen) ist ein ehemaliger deutscher Eishockeyspieler, der unter anderem für den SC Riessersee und EC Deilinghofen in der Bundesliga aktiv war.

## Karriere
Rudi Stark begann seine Karriere beim SC Riessersee, in dessen Bundesliga-Mannschaft er ab der Saison 1970/71 eingesetzt wurde. Im Jahr 1973 wechselte er zum EC Deilinghofen in die 2. Bundesliga. In Iserlohn verbrachte er in den folgenden Jahren einen Großteil seiner Karriere und fand dort spätestens nach der Hochzeit mit einer Sauerländerin im Jahr 1975 auch eine zweite Heimat. In der Saison 1976/77 stieg der Verteidiger mit dem ECD in die Bundesliga auf. Auf den Abstieg im Jahr 1980 folgte zwei Jahre später der Wiederaufstieg. Im Bundesliga-Kader war für Stark dann aber kein Platz mehr, sodass er den ECD nach neun Jahren und 363 Spielen verließ.
Er setzte seine Karriere in der Nachbarstadt Unna fort, wo er zunächst für den Königsborner SV und ab 1983 für den EHC Unna spielte. Im Jahr 1986 beendete er seine Karriere.

## Erfolge und Auszeichnungen
- 1977 Aufstieg in die Bundesliga mit dem EC Deilinghofen
- 1982 Aufstieg in die Bundesliga mit dem ECD Iserlohn
- 1985 Aufstieg in die Oberliga mit dem EHC Unna

## Karrierestatistik
(Legende zur Spielerstatistik: Sp oder GP = absolvierte Spiele; T oder G = erzielte Tore; V oder A = erzielte Assists; Pkt oder Pts = erzielte Scorerpunkte; SM oder PIM = erhaltene Strafminuten; +/− = Plus/Minus-Bilanz; PP = erzielte Überzahltore; SH = erzielte Unterzahltore; GW = erzielte Siegtore; 1 Play-downs/Relegation; Kursiv: Statistik nicht vollständig)